# Jim Benton
Jim Benton (født 31. Oktober 1960) er en amerikansk børnbogsforfatter og illustrator.
Han har bl.a skrevet de 15 bøger i bogserien Kære dumme dagbog.
Han har endvidere skrevet serien bogserien Franny K. Stein, Mad Scientist,